# Eric Reed

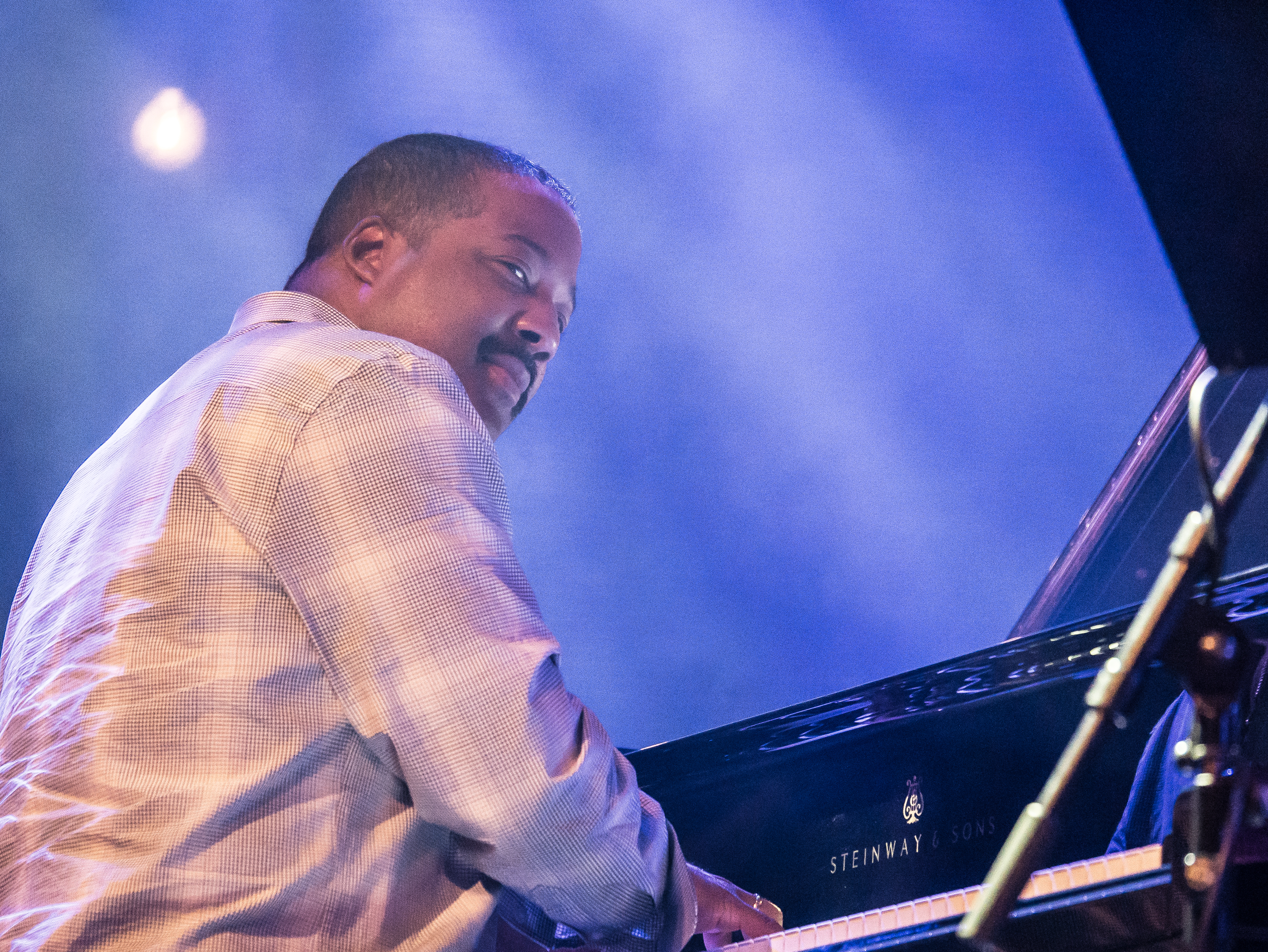
Eric Reed beim Moers Festival 2015

Eric Scott Reed (* 21. Juni 1970 in Philadelphia, Pennsylvania) ist ein amerikanischer Jazz-Pianist und Komponist. Bekannt wurde Reed durch seine Zusammenarbeit mit Wynton Marsalis.

## Leben und Wirken
Eric Reed begann im Alter von zwei Jahren mit dem Klavierspiel; im Alter von sieben Jahren hatte er Klavierstunden an der Philadelphia Settlement Music School. Als er 11 Jahre alt war, zog seine Familie nach Los Angeles, wo er Musik an der Colburn School of Arts studierte. Im Jahr 1986 traf er in dieser Schule auf Wynton Marsalis, der ihn bei seiner weiteren Karriere unterstützte. Im Alter von 16 Jahren spielte er in der Band von Gerald Wilson, mit 18 Jahren tourte er kurz mit Marsalis; ein Jahr später war er Mitglied seines Septetts und arbeitete 1990/91, sowie 1991/92 mit Joe Henderson und Freddie Hubbard. Er spielte auch von 1996 bis 1998 mit dem Lincoln Center Jazz Orchestra. Schon  1990 bildete Reed seine erste eigene Formation mit Dwayne Burno und Gregory Hutchinson, in der sein Spiel noch sehr von Ramsey Lewis oder Ahmad Jamal geprägt war. Danach nahm er mehrere Alben für das MoJazz-Label auf, die inzwischen vergriffen sind. 1996 entstand mit Gastmusikern wie Nicholas Payton und Ron Carter sein erstes Album für das Label Impulse!.
Außer mit Marsalis arbeitete  Eric Reed mit Musikern wie Cassandra Wilson, Talib Kibwe, Clark Terry, Dianne Reeves, Mary Stallings, Elvin Jones, Ron Carter, Wycliffe Gordon, Seamus Blake und Benny Carter sowie den Nagel-Heyer Allstars.  Zu hören ist er auf Randy Sandkes New York-Tribut mit dem All Stars, Uptown Lowdown: A Jazz Salute to the Big Apple (2000).
Reed ist außerdem als Komponist aktiv und schreibt Filmmusiken, wie für die Komödie Life mit Eddie Murphy und Martin Lawrence.
Drei seiner Alben erreichten Chart-Positionen für Jazz-Alben im Billboard Magazine: 1995 das Album The Swing and I (Position 22), 1998 das Album  Pure Imagination (Position 8) und 1999 Manhattan Melodies (Position 21).

## Aufnahmen (Auswahl)
Alben als Leader
- 1990 – Soldier’s Hymn (Candid)
- 1996 – Musicale (Impulse!) mit Nicholas Payton, Wycliffe Gordon, Ron Carter
- 1997 – Pure Imagination (Impulse!) mit Reginald Veal, Gregory Hutchinson
- 1999 – Manhattan Melodies (Impulse!)
- 2000 – Happiness (Nagel-Heyer)
- 2000 – E-Bop (Savant)
- 2005 – Here (Maxjazz)
- 2011 – Something Beautiful (WJ3)
- 2011 – The Dancing Monk  (Savant)
- 2012 – The Baddest Monk (Savant)
- 2013 – Reflections of a Grateful Heart (WJ3)
- 2014 – The Adventurous Monk (Savant)
- 2014 – Groovewise (Smoke Sessions) mit Seamus Blake
- 2019 – Everybody Gets the Blues (Smoke Sessions)
- 2023 – Black, Brown and Blue (Smoke Sessions)
- 2025 – Out Late (Smoke Sessions)

Alben mit Wynton Marsalis
- 1992 – Citi Movement (Columbia)
- 1994 – Blood on the Fields; Standard Time, Volume 4 – Marsalis Plays Monk (Columbia)
- 1994 – Live at the Village Vanguard (Columbia)
- 1999 – Mr. Jelly Lord – Standard Time, Volume Six (Columbia)

## Anmerkung
1. ↑  Billboard, Allmusic.com

| Personendaten    | Personendaten                             |
| ---------------- | ----------------------------------------- |
| NAME             | Reed, Eric                                |
| ALTERNATIVNAMEN  | Reed, Eric Scott                          |
| KURZBESCHREIBUNG | amerikanischer Jazz-Pianist und Komponist |
| GEBURTSDATUM     | 21. Juni 1970                             |
| GEBURTSORT       | Philadelphia, Pennsylvania                |